# Стефан Тошев
 Тази статия е за българския генерал.  За революционера вижте Стефан Тошев (революционер).  
Стефан Тошев Тошев е български офицер, генерал от пехотата, герой от Първата световна война.

## Биография
Стефан Тошев е роден в град Стара Загора на 18 декември 1859 г. Първороден син е на възрожденската учителка Анастасия Тошева и търговеца на медни изделия Тошо Тошев. Баща му, по свидетелства на сина си, подпомага Стефан Стамболов при организирането на Старозагорското въстание, като снабдява революционерите с оръжие. Майка му е поканена от габровски първенци да стане учителка в новооткритото девическо училище в Габрово. С нея се мести и 11-годишният Стефан, който завършва местното класно училище през 1876 г. След това майка му и вече 17-годишният Стефан се завръщат в Стара Загора. Тя посреща от името на своите съграждани генерал Гурко, след като неговият Преден отряд завзема града. Когато на 17 юли 1877 г. войските на Сюлейман паша завземат и опожаряват града, семейство Тошеви бяга в Габрово, а после и в Свищов.

### Ранна военна кариера
Стефан се записва доброволец в Българското опълчение и е назначен като преводач в 8-а дружина поради това, че владее добре руски език. На 20 декември 1878 г., след успешно издържан изпит постъпва в новооткритото Военно училище в София, което завършва на следващата година. На 10 май 1879 г. постъпва на служба като прапоршчик ротен командир в Ескизагорска № 6 пеша дружина от Източнорумелийската милиция, която е разпределена като гарнизон в родния му град Стара Загора. По-късно служи в Хасковска № 10 пеша дружина. През 1880 г. подава рапорт за напускане, за да постъпи на служба във войските на Княжество България. През 1881 г. е зачислен в свитата на Н. В. княз Александър I Батенберг, служи в Севлиевска № 14 пеша дружина. През март 1883 г. е повишен в поручик, от 1884 г. е командир на рота в 7-а пехотна планинска дружина в Лом, на 30 август 1885 г. е произведен в чин капитан и командва дружина в 3-ти пехотен бдински полк.

### Сръбско-българска война (1885)
През Сръбско-българската война в 1885 година е командир на II дружина от III пехотен Бдински полк. В края на октомври на капитан Тошев е наредено да преведе частта си по направление от Брезник за Трън и да заеме село Филиповци. След обявяването на войната от страна на Сърбия на капитан Тошев е наредено да се изтегли по посока към Трън. Срещу неговата позиция се придвижва добре окомплектованата, въоръжената и по-многобройната Моравска дивизия, срещу която стоят едва 3 дружини. Още при пристигането на място на капитан Тошев е наредено да поеме командването на войсковите части. Трите дружини са атакувани от Моравската дивизия още преди да успеят да се окопаят, но въпреки това атаката е отбита. Вечерта на 3 ноември настъпват сериозни промени на бойното поле, което налага капитан Тошев да изтегли силите си от трънската позиция в направление Брезник поради това, че сърбите отблъскват слабите български части, дислоцирани в защита на Врабча, заплашвайки да прережат пътя за отстъпление. Войниците му подсилват частите, заели Сливница, разгръщайки се на височината Градище. С така подсилен ляв фланг българското главно командване вече може да насочи усилията си към десния. Дружината на капитан Тошев взима участие в атаката срещу височината Мека Црев, намираща се точно срещу Три уши, която е завзета успешно. По време на този бой сръбски куршум улучва ножницата със сабята му и я пречупва на две. На българските части, заели Мека Црев е наредено да се завърнат обратно на Три уши, изоставяйки завзетата позиция. На 7 ноември му е наредено да атакува вражеските позиции, с което завзема източната част на Три уши. За действията му по време на сраженията е награден с орден „За храброст“ IV степен.
След войната капитан Стефан Тошев временно командва 3-ти пехотен бдински полк, а по-късно командва и 11-и пехотен сливенски полк. На 1 април 1887 г. е произведен в чин майор. Служи като командир на 7-и пехотен преславски полк, а от 1890 г. командва 8-и пехотен преславски полк. На 2 август 1891 г. е произведен в чин подполковник, а от 2 август 1895 г. е полковник. През 1899 г. е назначен за командир на 2-ра бригада от 2-ра пехотна тракийска дивизия.
През 1904 г. полковник Тошев поема командването на новосъздадената 7-а пехотна рилска дивизия, същата година е произведен в чин генерал-майор, а през 1909 г. е назначен за командир на 1-ва пехотна софийска дивизия.

### Балкански войни
През Балканската война (1912 – 1913) с дивизията, която командва, участва в настъпателните операции на Тракийския военен театър. Участва в Лозенградската (боевете при Гечкенли-Селиолу) и Чаталджанската операция.
На 5 август 1913 г. е повишен в звание генерал-лейтенант.
През Междусъюзническата война е командир на V българска армия, която действа в участъка Султантепе, Крива паланка и Китка.
След демобилизацията генерал-лейтенант Тошев е назначен за началник на 2-ра военноинспекционна област, след което през 1915 г. е назначен за началник на 3-та военноинспекционна област.

### Първа световна война (1915 – 1918)
В Първата световна война (1915 – 1918) Стефан Тошев е командир на III българска армия (октомври 1915 – декември 1916), която през 1916 година води успешни боеве на Добруджанския фронт срещу руско-румънски войски. След конфликти с командващия съюзническите войски на Дунавския фронт и в Добруджа германския фелдмаршал Аугуст фон Макензен, е сменен с генерал Стефан Нерезов на 23 ноември 1916 г.
Назначен е за генерал-губернатор на Македонската област.. На 25 март 1917 година е повишен в звание генерал от пехотата.
През 1918 г. е командир на IV българска армия с фронт по р. Струма и Бяло море.

### В запаса (резерва)
През юни 1919 г. преминава в запаса. През 1923 – 1924 г. е в ръководството на Съюза на запасните офицери. През октомври 1923 година е избран за председател на комитет „Народна признателност“, чиято цел е подпомагане на жертвите на Септемврийското въстание.
Генерал от пехотата Стефан Тошев умира на 27 октомври 1924 г. в Пловдив. Погребан е в София.

## Семейство
Съпругата на генерал Стефан Тошев, Ефросина, е сестра на Александър Найденович, основоположник на българската фармация, фармакология и токсикология. Двамата имат три деца, Надежда, Анастасия и Тодор.
Синът на генерала, Тодор Тошев, е също офицер. Участва в Деветнадесетомайския преврат от 1934 г. и в Деветосептемврийския преврат от 1944 г. Член на ПК „Звено“. По-късно е репресиран от комунистите, лежи в лагера в Белене, но след смъртта на Сталин е освободен и реабилитиран. Заминава със семейството си за Белгия.
Внукът на генерал Тошев носи името на дядо си, Стефан Тошев, и е лекар по професия (със специалности обща медицина и анестезиология), живее и работи в Швейцария. По негова инициатива през 2010 г. се преиздават книгите на ген. Тошев „Писма от войната – 1885“ и „Победени без да бъдем бити“.
Дипломатът и министър-председател на България Андрей Тошев е първи братовчед на генерал Тошев.

## Публикации
- „Писма от войната 1885“ – 1895, 1896 (второ издание)
- „За княза и отечеството. Войнишка клетва. Книжка за раздаване на войниците от II тракийска дивизия“ – София, 1901, 256 с.
- „Освободителната война 1877 – 1878“ – 1902
- „Действията на III армия в Добруджа през 1916 година. Отговор на писаното за българите в мемоарите на Генерал Лудендорфа“ – 1921
- „Победени без да бъдем бити. Отговор на хулителите ни като съюзници. Преглед на трите войни 1912 – 1913 и 1915 – 1918“ – София, 1924

## Военни звания
- Прапоршчик (10 май 1879)
- Подпоручик (1 ноември 1879, преименуван)
- Поручик (24 март 1882)
- Капитан (30 август 1885)
- Майор (1 април 1887)
- Подполковник (2 август 1891)
- Полковник (2 август 1895)
- Генерал-майор (1904)
- Генерал-лейтенант (5 август 1913)
- Генерал от пехотата (25 март 1917)

## Награди
- Орден „За храброст“ III и IV ст., 2-ри клас
- Орден „Св. Александър“ I ст. с мечове, II ст. без мечове
- Орден „За военна заслуга“ II ст.
- Орден „Стара планина“ I степен с мечове, посмъртно[6]
- Орден „Железен кръст“ 1-ви и 2-ри клас
- Медал „За бойни заслуги“ / Турция /, 19.03.1917
- Златен орден „Лиякат“ / Турция /
- Сребърен орден „Имтияз“ / Турция /
- Сребърен орден „Лиякат“ / Турция / [7]

## Почит
В негова чест са наименувани:
- 1934 г. – село Генерал Тошево, община Тунджа, област Ямбол
- 1942 г. – село (от 1960 г. – град) Генерал Тошево, община Генерал Тошево, област Добрич
- Улица в кварталите „Красно село“ и „Борово“ в София (Карта)